# Jessica Jarrell
Jessica Lauren Jarrell, Mais conhecida como Jessica Jarrell é uma cantora de Música pop/R&B e modelo americana. Em 2009, ela assinou com a Island Def Jam, e o seu primeiro single, "Almost Love" foi lançado em abril de 2010, e seu álbum de estreia estava previsto para ser lançado em junho de 2010.

## Carreira
Jessica assinou contrato com a Island Def Jam em 2009. Sua primeira apresentação foi na Casa Branca para o Evento Anual da Casa Branca Easter Egg Roll em 2009. Apesar de várias demos lançadas sua primeira aparição não foi em seu álbum antes de debutar ela teve participação na canção "Overboard", com Justin Bieber em seu álbum, My World 2.0, que foi lançado em 23 de março de 2010. Sem ser um single, a canção alcançou a posição 182 no Reino Unido através de downloads de faixas do álbum. Seu single de estreia, "Almost Love" foi lançado primeiro na rádio urbana em 27 de abril de 2010, e será sucedido por seu lançamento na mainstream e rítmica de rádio em 4 de maio de 2010. Seu álbum de estreia ainda sem nenhum nome oficial estava previsto para ser lançado em junho de 2010. Jessica também é convida para fazer a abertura para a Bieber's World Tour. Além de sua carreira de cantora, ela também aparece na campanha de 2010 para a Pastry Footwear. Jessica participou da turnê My World de Justin Bieber, e nesta mesma tour cantou diversas músicas do seu álbum.

## Discografia

### Álbuns de Estúdio
| Ano  | Nome do Álbum                                             |
| ---- | --------------------------------------------------------- |
| 2010 | ''''' - To be released: June 2010 - Label: Island Def Jam |
| 2015 | Goldblooded - To be released: 2015/2016                   |

Singles
- 2009: "Armageddon"
- 2010: "Almost Love"
- 2010: "Up And Running"
- 2010: "Catch Me If You Can"
- 2010: "Freefall"
- 2010: "Key To My Heart"
- 2010: "When You Play Your Guitar"
- 2011: "Me, U & The Music"
- 2011: "Confetti Falls"
- 2011: "Priceless"
- 2011: "Shoot For The Stars"
- 2012: "Make It Hot feat. Cody Simpson"
- 2012: "Ay na na feat. Cody Simpson"
- 2012: "Inescapable feat. Cody Simpson"
- 2015: Gravity
- 2015: Goldblooded
- 2015: Getting Right

### Participações
| Ano  | Nome                                                 | Chart | Álbum        |
| Ano  | Nome                                                 | UK    | Álbum        |
| ---- | ---------------------------------------------------- | ----- | ------------ |
| 2010 | "Overboard"(Justin Bieber featuring Jessica Jarrell) | 182   | My World 2.0 |

## Filmografia
| Ano  | Título       |
| ---- | ------------ |
| 2010 | School Girls |